# 库尔班
库尔班（法語：Courboin，法語發音：[kuʁbwɛ̃]）是法国上法蘭西大區埃纳省的一个市镇，属于蒂耶里堡区。

## 地理
库尔班（48°59'38"N, 3°30'17"E）面积14.07 平方千米，位于法国上法蘭西大區埃纳省，该省份为法国北部内陆省份，北起北部省，西接索姆省和瓦兹省，东临阿登省和马恩省，西南至塞纳-马恩省，东北部与比利时接壤。
与库尔班接壤的市镇（或旧市镇、城区）包括：布莱姆、布里地区孔代、蒙蒂尼莱孔代、蒙勒翁、内勒拉蒙塔涅、圣欧仁。

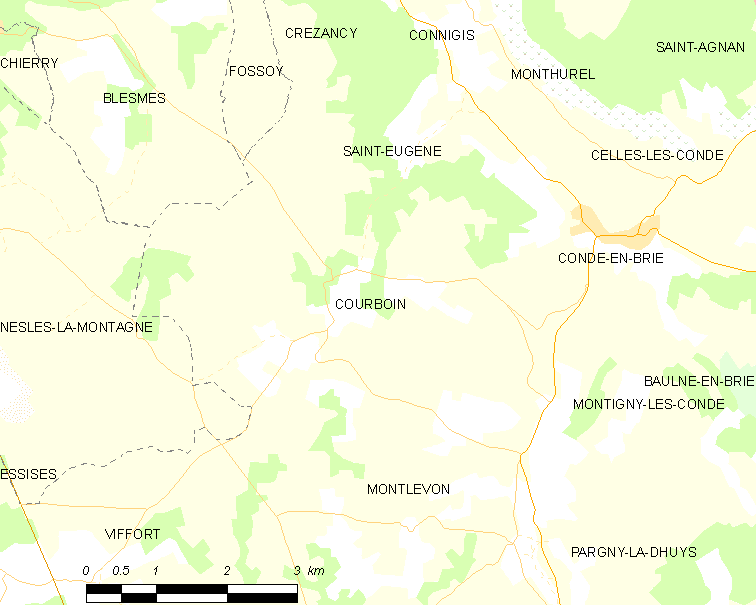
库尔班的OSM定位图

库尔班的时区为UTC+01:00、UTC+02:00（夏令时）。

## 行政
库尔班的邮政编码为02330，INSEE市镇编码为02223。

## 政治
库尔班所属的省级选区为马恩河畔埃索姆县。

## 人口

1962-2008年间库尔班人口变化图示

库尔班于2022年1月1日时的人口数量为301人。